# Trygve Bratteli
Trygve Martin Bratteli (11. ledna 1910 – 20. listopadu 1984) byl norský sociálnědemokratický politik, představitel Norské strany práce, jejímž předsedou byl v letech 1965–1975. Byl premiérem Norska v letech 1971–1972 a 1973–1976, ministrem financí 1951–1955 a 1956–1960, ministr dopravy 1960–1963 a 1963–1964.
Původně byl dělníkem. Roku 1942 byl v rámci programu Nacht und Nebel nacisty uvězněn v koncentračním táboře. O věznění napsal knihu Vězeň Noci a mlhy, která se stala v Norsku bestsellerem.
Jeho první kabinet rezignoval poté, co Norové roku 1972 odmítli vstup do Evropského hospodářského společenství.